# Carla Bonner
Carla Bonner (Melbourne, Victoria; 3 de marzo de 1973) es una actriz australiana conocida por haber interpretado a Stephanie Scully en la serie Neighbours.

## Biografía
Es hija de Peter Bonner, cuando Carla tenía solo 13 años  su padre murió de sida luego de recibir una transfusión de sangre infectada después de un implante de riñón, Peter tenía tan solo 37 años. 
Es muy buena amiga de la actriz Kym Valentine, quien interpreta a Libby Kennedy en Neighbours.
En abril de 1991 Carla tuvo a su primer hijo, el actor Harley Bonner.
Más tarde comenzó otra relación con quien tuvo a su segundo hijo, Jhye en enero de 1998, sin embargo la relación terminó en 2002.
En 2005 comenzó a salir con el actor australiano Sullivan Stapleton, pero la relación terminó en 2007.
En 2008 comenzó a salir con el entrenador personal Jason Shepherd, quien dirige "Flawless Personal Training" en Melbourne, sin embargo la relación terminó años después.
En agosto de 2018 se anunció que estaba saliendo desde 2017 con el músico francés-italiano Julien Piazzon.

## Carrera
Carla ha participado en varias organizaciones de beneficencia, entre ellas YEAH, una organización benéfica sobre el sida en Young Australians.
En 1997 participó en un episodio de la serie Raw FM. Ese mismo año apareció como extra en la película cómica de artes marciales Mr. Nice Guy.
El 20 de octubre de 1999 obtuvo su primer papel importante en la televisión cuando se unió al elenco de la aclamada serie australiana Neighbours, donde interpretó a Stephanie Scully, hasta el 24 de noviembre de 2010 después de que su personaje fuera encontrado culpable de la muerte de Ringo Brown y sentenciada a pasar seis años en la cárcel sin posibilidad de pedir libertad condicional hasta después de cumplir dos años en prisión. Carla regresó a la serie el 15 de abril de 2013, y su última aparición fue el 27 de mayo de 2013 después de que su personaje fuera arrestado por secuestrar al bebé de Lucas y Vanessa, Patrick Fitzgerald. El papel de Steph Scully originalmente le fue dado a Emma Roche, sin embargo se retiró del rol después de unas semanas y este le fue dado a Bonner quién tuvo que filmar las escenas que ya se habían grabado. Antes de comenzar a actuar en Neighbours, trabajó en anuncios para la televisión. El 2 de octubre de 2015 Carla regresó a la serie y su última aparición fue el 7 de junio de 2018 después de que su personaje decidiera irse de Erinsborough.
En 2013 apareció como invitada en un episodio de la serie Wentworth donde interpretó a Manda Katsis.

## Accidentes
En julio de 2006 se vio envuelta en un accidente automovilístico y fue acusada de conducir sin licencia, entre otros cargos. Bonner fue multada con $ 1,000 dólares, por el choque y por dar un nombre falso y dirección.
En 2008 junto a su novio Jason Sheperd se le prohibió abordar un vuelo de Melbourne a Newcastle después de que supuestamente Carla agrediera verbalmente a un empleado después de discutir por el tamaño del equipaje de mano.

## Filmografía

### Series de televisión
| Año                            | Título         | Personaje        | Episodios                   |
| ------------------------------ | -------------- | ---------------- | --------------------------- |
| 1999 - 2010, 2013, 2015 - 2018 | Neighbours     | Stephanie Scully | 1,185 episodios             |
| 2013                           | Wentworth      | Manda Katsis     | episodio "The Things We Do" |
| 2012                           | Planet unEarth | -                | episodio # 2.2              |
| 1997                           | Raw FM         | Erin             | episodio "Cara"             |
| -                              | State Croner   | -                | -                           |

### Películas
| Año  | Título                   | Personaje | Notas                                                                     |
| ---- | ------------------------ | --------- | ------------------------------------------------------------------------- |
| 2013 | Silent Night             | -         | junto a Antonio Sabato Jr., Clayton Watson, Damien Garvey & Steve Bastoni |
| 2013 | Love: It's all around!   | Ana       | corto - junto a Rob Lobosco                                               |
| 2013 | The House Cleaner        | Thommie   | junto a Tim Burns, Chantal Contouri & Heath Kalmakow                      |
| 2013 | Fun City                 | Ramona    | corto - junto a Blake Davis & Luke Elliot                                 |
| 2013 | His Will                 | Abogada   | corto - junto a Matt Ahern, Miles Bence & Peter Glennon                   |
| 1997 | Mr. Nice Guy             | Mujer     | -                                                                         |
| -    | The Man From Snowy River | -         | -                                                                         |
| -    | Kangaroo Place           | -         | -                                                                         |

### Apariciones
| Año  | Programa                        | Notas    |
| ---- | ------------------------------- | -------- |
| 2008 | "Neighbours" on Five            | invitada |
| 2002 | Celebrity Big Brother Australia | invitada |
| 2000 | Neighbours Revealed             | invitada |

### Teatro
| Año  | Obra       | Personaje | Director | Teatro                  | Notas                 |
| ---- | ---------- | --------- | -------- | ----------------------- | --------------------- |
| 2004 | Cinderella | Cinders   | -        | Alban Arena, St. Albans | junto a Jamie Rickers |